# Município de Austintown (condado de Mahoning, Ohio)
Localização do Ohio nos E.U.A.
O município de Austintown (em inglês: Austintown Township) é um município localizado no condado de Mahoning no estado estadounidense de Ohio. No ano 2010 tinha uma população de 36722 habitantes e uma densidade populacional de 538,35 pessoas por km².

## Geografia
O município de Austintown encontra-se localizado nas coordenadas 41° 05′ 41″ N, 80° 45′ 39″ O. Segundo o Departamento do Censo dos Estados Unidos, o município tem uma superfície total de 68.21 km², da qual 63.46 km² correspondem a terra firme e (6.96%) 4.75 km² é água.

## Demografia
Segundo o censo de 2010, tinha 36722 pessoas residindo no município de Austintown. A densidade de população era de 538,35 hab./km².